# 恐怖蠟像館
《恐怖蠟像館》（英語：House of Wax），2005年的驚悚片，改編自1953年的同名電影以及1933年的《神秘蠟像館》。此片在2005年5月6日於全球上映，DVD在2005年10月25日發行。

## 劇情概要
卡莉和她的男友韋德即將出發前往大學橄欖球比賽。卡莉的女性友人佩姬、佩姬的黑人男友布萊克、卡莉的雙胞胎哥哥尼克（剛被保釋出來）以及尼克的死黨戴頓也將一同前往觀賽。由於中途迷路，六人被迫在一处偏野地方半夜露营，期間眾人不時有聞到屍臭怪味，並在午夜遭到一輛不明貨車骚扰，衝動的尼克擲出酒瓶打破該車頭燈，該貨車隨即離去。
翌日早上，韋德發現自己的汽车遭到破坏，而卡莉則是不慎滑落至一處動物屍體掩埋場，此時一个处理動物尸体的神秘男子出現，不但指引他们去當地一个无人小镇找尋修車材料，並且熱心地自願擔任引路的嚮導。六人經過商量後，卡莉和其男友韋德決定搭上神秘男子的貨車前往該小镇，但最后两人選擇单独进城，在城中见到一位名叫包的男子愿意出售修車零件。爾後卡莉和韋德发现当地一家連建築物本身都是用臘製成的蜡像馆，館中陳設的蜡像犹如真人一般。到了晚上卡莉和韋德跟随包前往包的住處，韋德在包的住處中遭到攻擊遇害，此時卡莉驚覺包与前晚的不明骚扰有关，并发现城镇居民全被製成蜡像，但后来仍被包抓住並關入修車廠地下室，而包為防止卡莉求救並將其嘴唇以瞬間膠黏上。
与此同时，尼克与戴頓发现卡莉跟韋德久未归来也进入該小镇，遍尋不著後二人決議分頭搜查。戴頓進入蜡像馆後赫然发现已被制成蜡像的韋德，在試圖營救韋德未果後，戴頓也被不明男子杀害。尼克在修車廠遇见包，而包也想試圖杀害尼克，並以老虎鉗剪去趁機發出求救信號的卡莉的手指，但卡莉仍奮力发出呼救，尼克在察覺後摆脱包並成功救出卡莉，兩人在小鎮中与包展開周旋，并以十字弓将其击倒。期间不明男子发现佩姬和布萊克并分別将其杀害。卡莉和尼克找到包的家，发现包和不明男子實为兄弟关系（两兄弟出生时为连体婴，身为医生的父母使用手术将二人分离，但名為文森的弟弟——即不明男子——面部留下缺陷，需要用蜡製面具遮盖，又基於種種原因，使原来的家庭十分不和睦，造成兄弟倆心理成长偏差，哥哥——即包——为了让弟弟制造更好的蜡像，两人杀害大量活人），并发现文森将死去的佩姬和布萊克尸体带回住處，于是选择逃离該小镇。
在找寻离开道路时，引起兄弟倆注意，卡莉和尼克后来找到蜡像馆的地下制作室，发现被害的戴頓，兄弟成功追上卡莉和尼克，并试图将其杀害，期间引发大火，由蜡制成的蜡像馆开始倒塌，最终卡莉和尼克成功杀死包和文森，并逃出融毁的蜡像馆，蜡像馆引发的大火和浓烟引起远处警察部门的注意，救出了卡莉和尼克。卡莉與尼克搭乘警車離去時聽到警方喃喃自語說報告顯示辛克萊兄弟有三人而非兩人，而指引卡莉等人进入城镇的神秘男子微笑揮手送別乘車離開的卡莉與尼克....

## 主要演員
| 演員                            | 角色                                           | 備註                                       | 死因 |
| 查德·麥可·莫瑞                  | 尼克·瓊斯 Nick Jones                           | 卡莉雙胞胎哥哥。                           | 倖存，並無身亡。 |
| 艾莉莎·庫絲柏                   | 卡莉·瓊斯 Carly Jones                          | 尼克雙胞胎妹妹，韋德女友。                 | 倖存，並無身亡。 |
| 傑瑞·帕達里基                   | 韋德·戴頓 Wade Dalton                          | 卡莉男友。                                 | 死於失血過多、刺傷 本片最慘的人，因為只有他有被做成蠟像的戲份。韋德逃命時被躲在下水道的文森用剪刀剪斷腳筋失去行動力，被文森拖回工作室製成蠟像，被放在蠟像館主樓層的鋼琴旁。戴頓發現之後試圖撥開韋德臉頰上的蠟來拯救韋德，不料韋德的右臉皮膚如磚瓦般剝落露出肌肉組織，韋德無法發出聲音但痛到流下眼淚。後來戴頓也遭受文生的攻擊，文生不小心持刀劃破韋德的下巴，露出整排牙齒，使他逐漸死亡。電影的結尾處，因為蠟像館被火苗吞噬而開始融化，韋德的屍體就跟著沉入地板裡。 |
| 芭黎絲·希爾頓                   | 佩姬·愛德華茲 Paige Edwards                    | 卡莉好友，布雷克女友。                     | 頭部被刺穿 佩姬因被文生攻擊逃到舊工廠之後，找到一根尖銳的金屬桿並躲在一輛廢棄的汽車的後座，當文生開車門時，她刺了文生的臉後逃走了。因為佩姬只刺壞文生臉上的蠟製面罩，所以文生仍毫髮無傷，之後便拿著那根金屬桿找尋躲在一輛車後的佩姬。佩姬蹲了下來，想從車底找尋文生的蹤跡，不料抬頭時，文生拿著金屬桿射穿車子玻璃，最後穿過佩姬的頭部，佩姬因而死亡。 |
| 強·亞伯拉漢 Jon Abrahams        | 戴頓·查普曼 Dalton Chapman                     | 尼克死黨，暗戀卡莉。                         | 死於刺傷和斬首 文生意外地殺了韋德之後，便追著戴頓。戴頓逃往地下室的途中，在樓梯被文生推倒，要爬起時，文生走了下來，同時拿著兩把刀子刺向他的頸部，因此頭部斷裂。之後，尼克和卡莉發現了被製成蠟像半成品的戴顿。 |
| 羅伯特·理查德 Robert Ri'chard   | 布雷克·強森 Blake Johnson                      | 佩姬男友。                                 | 死於刺傷 布萊克在走出帳棚檢查CD播放機時被殺了。不久之後，文生進入帳棚試圖要攻擊佩姬，然而佩姬逃了出去，跌倒的時候發現布萊克的屍體就躺在旁邊，刀子還插在他脖子上，嘴巴正吐著血。之後佩姬逃到一間破舊的工廠，文生上便追了上去，經過布萊克的時候，用腳踩了他脖子上的刀子，才使布萊克一命嗚呼。 |
| 布萊恩·范·霍特 Brian Van Holt   | 包／文森·辛克萊 Bo Sinclair / Vincent Sinclair | 將小鎮的居民全做成了「蠟像」。             | 頭部重創死亡 包 卡莉和尼克在地下室發現已死去而被製成蠟像半成品的戴頓後，發覺文生已從背後殺來，情急下尼克推倒蠟爐防止文生的追擊，與卡莉逃到主樓層。不料包早已埋伏在此處，他把卡莉摔到地上，持尖刀刺傷尼克的大腿並痛扁他一頓，此時卡莉拿著一根球棒攻擊包，包因而倒地不起，卡莉趁勢以球棒不斷攻擊包的臉部，終將包給亂棒敲死。不久後，文生亦追了上來，地下室的火勢將地板燒出一個大洞，一發不可收拾。 死於刺傷 文森 文生看到哥哥包死亡後憤而大怒，追著卡莉至蠟像館二樓，同時尼克負著刀傷悄悄地跟著文生。正當卡莉被文生逼到角落時，尼克奮力撲向文生，兩人扭打成一團，慌亂中文生的蠟製面具脫落，露出原本醜陋的扭曲面容。正當文生快要殺死尼克時，卡莉將尼克腿上的刀子拔了起來刺向文生，文生嗚咽一聲後，因地板融化掉到樓下，正好落在他哥哥包的屍體上而死去。卡莉和尼克也掉到樓下，兩人徒手挖破融化的牆壁後才逃出生天。 |
| 戴蒙·賀里曼 Damon Herriman      | 雷斯特·辛克萊 Lester Sinclair                  | 替韋德及卡莉帶路的怪司機，辛克萊夫婦的么子。 | |
| 卓格西亞·迪伯特 Dragicia Debert | 茱迪·辛克萊 Trudy Sinclair                     | 辛克萊太太。                               | |
| 穆雷·史密斯 Murray Smith        | 維克特·辛克萊 Dr. Victor Sinclair              |                                            | |
| 安迪·安德森 Andy Anderson       | 警長 Sheriff                                   | 片尾出現的警長。                           | |

## 獎項
| 單位                                    | 獎項                                                                | 結果 |
| --------------------------------------- | ------------------------------------------------------------------- | ---- |
| 2006MTV電影大獎                         | 最佳驚恐表演 芭黎絲·希爾頓                                          | 提名 |
| 2006金酸莓獎                            | 最差女配角獎 芭黎絲·希爾頓                                          | 獲獎 |
| 2006金酸莓獎                            | 最差影片獎                                                          | 提名 |
| 2006金酸莓獎                            | 最差重拍電影獎                                                      | 提名 |
| 2006青少年选择奖 （Teen Choice Awards） | 票選男演員獎（動作／冒險／驚悚片） 查德·麥可·莫瑞                   | 獲獎 |
| 2006青少年选择奖 （Teen Choice Awards） | 票選電影場景獎 芭黎絲·希爾頓 （帕金被殺人犯追逐時的尖叫）           | 獲獎 |
| 2006青少年选择奖 （Teen Choice Awards） | 票選驚悚電影獎                                                      | 獲獎 |
| 2006青少年选择奖 （Teen Choice Awards） | 票選女演員獎（動作／冒險／驚悚片） 伊麗莎·庫斯伯特                  | 提名 |
| 2006青少年选择奖 （Teen Choice Awards） | 票選演技進步獎（女性） 芭黎絲·希爾頓                                | 提名 |
| 2006青少年选择奖 （Teen Choice Awards） | 票選演技進步獎（男性） 傑瑞·帕達里基                                | 提名 |
| 2006青少年选择奖 （Teen Choice Awards） | Choice Movie Rumble 芭黎絲·希爾頓、查德·麥可·莫瑞、布萊恩·凡·霍爾特 | 提名 |

## 外部連結
- 互联网电影数据库（IMDb）上《恐怖蠟像館》的资料（英文）
- 爛番茄上《恐怖蠟像館》的資料（英文）
- Metacritic上《恐怖蠟像館》的資料（英文）
- Box Office Mojo上《恐怖蠟像館》的資料（英文）
- AllMovie上《恐怖蠟像館》的资料（英文）
- Yahoo奇摩電影上《恐怖蠟像館》的資料（繁體中文）
- 開眼電影網上《恐怖蠟像館》的資料（繁體中文）